# Андрија Крстуловић
Андрија Крстуловић (Сплит, 5. новембар 1912 – Сплит, 4. јун 1997) био је хрватски вајар. На почетку каријере био је сарадник Ивана Мештровића, што је имало великог утицаја на његове ране радове. У каснијим годинама формирао је сопствени ликовни израз.
Његово најзначајније дело је монументалан споменик Палом поморцу у Сплиту (1958). Као ученик, дугогодишњи пријатељ и блиски сарадник Мештровићев, клесао је неке од његових најпознатијих дела, међу којима су Његошев споменик и каријатиде у Његошевом маузолеју на Ловћену, као и каријатиде испред Споменика незнаном јунаку на Авали. Крстуловићева Дјевојка с јаретом (1963) у власништву је британске краљице Елизабете II.
Године 1982. град Сплит доделио је Андрији Крстуловићу награду за животно дело.

## Биографија
Још као средњошколац упознао је Ивана Мештровића. Године 1934. дипломирао на Академији ликовних уметности у Загребу. По завршетку студија Мештровић га је, као ректор Академије, одабрао за специјализацију. Од 1936. до 1941. године био је Мештровићев сарадник у Сплиту.
У почетку свог уметничког рада Крстуловић је био под јаким Мештровићевим утицајем, клешући у камену и граниту, да би касније пронашао свој сопствени ликовни израз. Седамдесетих година 20. века почео је да моделира ситну пластику у теракоти, а циклусом на тему Едипа приближио се симболичној геометријској стилизацији. У касном раздобљу радио је претежно скулптуре заобљених волумена.
Од 1948. до 1954. године предавао је на Уметничкој академији у Загребу, а од 1959. до 1983. на Вишој педагошкој школи у Сплиту.
Због своје велике скромности Андрија Крстуловић је умало пао у заборав, иако је његова биографија више него значајна у историји хрватске уметности.

### Скулптуре у Сплиту
У родном Сплиту су скулптуре Андрије Крстуловића својеврсни оријентири. Најпознатије његово дело је монументални споменик Палом поморцу из 1958. године на Каталинића бригу, улазу у градску луку. Израђена је из једног комада, од каменог монолита димензија 655×325×52 цм, што је била највећа плоча белог камена икад извађене из брачког каменолома. У раду на овом споменику Крстуловић се одваја од Мештровића и у геометријској стилизацији проналази свој оригинални израз. Рељеф ове скулптуре потпуно пробија масу. Аутор ствара прекрасну камену чипку, непоновљиву игру пуног и празног, текстуру белог камена и плаветнила мора и неба. Неки ликовни критичари сматрају ову скулптуру најуспешнијим и најоригиналнијим сплиским спомеником. Ова скулптура великих димензија део је велике композиције, коју употпуњује елегантна вертикала светионика, рад аутора Ивана Царића из 1958. Светионик од 1991. није у функцији. Његова скулптура Дјевојка с јаретом из 1963. године, израђена у египатском црвеном граниту, у власништву је британске краљице Елизабете II.
Друго значајно дело је дубоки рељеф Палим веслачима из 1945. године. Ова спомен плоча сплиским борцима, веслачима сплитског Веслачког клуба „Гусар”, погинулим за слободу 1941-1945 у Народноослободилачкој борби, била је поставјена на фасаду Гусаревог дома на Матејушку, а касније је премештена на нови Дом „Гусара” у Шпинуту.
Међу осталима су бронзана скулптура богиње Правде испред зграде Суда, из 1974 године, симетрична скулптура жене, исклесана од црног гранита, под називом Осмијех сунцу из 1964. у парку пред Жупанијом и рељеф Римска вучица из 1946. у прочељу Гимназије у Теслиној улици, споменик омладинцима жртвама фашистичког терора. Ту су још и споменик Анти Трумбићу, рељеф Исуса Христа у Цркви Светог Марка, фрањевачки грб у камену на цркву Госпе од здравља на Добри и друге.

### Рад са Мештровићем
Као ученик, дугогодишњи пријатељ и блиски сарадник Ивана Мештровића, Крстуловић је годинама Мештровићеве гипсане замисили притварао у гранитне скулптуре великих димензија. Клесао је неке од његових најпознатијих монументалних скулптура, какве су Његошев споменик и каријатиде у Маузолеју на Ловћену, као и каријатиде испред Споменика незнаном јунаку на Авали. Прави спектакл у Сплиту био је 1954. године кад су из јабланичког каменолома стигли огромни гранитни монолити из којих је, према замисли Ивана Мештровића, Крстуловић пуне четири године клесао скулптуру Петра II Петровића Његоша тешку 28 тона и две каријатиде високе преко четири метра и тешке свака по 7,5 тона, за маузолеј на Ловћену. Иван Мештровић, који је тада живео у Сједињеним Америчким Државама, ставио је Крстуловићу и његовим сарадницима за ове потребе на располагање свој атеље у Сплиту, подигнут између два светска рата. Клесарски радови окончани су 1958. године.
- Његошев портрет
- Глава орла иза његових леђа
- Каријатида мајка са руком на појасу
- Каријатида жерка са руком на срцу

## Одабрана дела
- скулптура Сањарење (1941)
- рељеф Палим веслачима, Сплит (1945)
- рељеф Римска вучица, Сплит (1946)
- споменик Палом поморцу, Сплит (1958)
- скулптура Дјевојка с јаретом, у власништву краљице Елизабете II (1963)
- скулптура Осмијех сунцу (Буђење),[5] Сплит (1964)
- скулптура Правда, Сплит (1974)